# The Best of The Meters
The Best of The Meters è un album raccolta dei The Meters, pubblicato dalla Virgo Records nel 1975.

## Tracce
Brani composti da Art Neville, Leo Nocentelli, George Porter, Joseph Modeliste, eccetto dove indicato
Lato A
1. Cissy Strut – 3:00 – Tratto dall'album: The Meters (1969)
2. Here Comes the Meter Man – 2:40 – Tratto dall'album: The Meters (1969)
3. Sophisticated Cissy – 2:50 – Tratto dall'album: The Meters (1969)
4. Stormy – 3:32 (Buddy Buie, James B. Cobb Jr.) – Tratto dall'album: The Meters (1969)
5. Simple Song – 2:56 (Sylvester Stewart) – Tratto dall'album: The Meters (1969)

Durata totale: 14:58
Lato B
1. Look-Ka Py Py – 3:15 – Tratto dall'album: Look-Ka Py Py (1970)
2. This Is My Last Affair – 2:50 – Tratto dall'album: Look-Ka Py Py (1970)
3. Chicken Strut – 2:48 – Tratto dall'album: Struttin' (1970)
4. Wichita Lineman – 2:58 (Jim Webb) – Tratto dall'album: Struttin' (1970)
5. Hand Clapping Song – 2:55 – Tratto dall'album: Struttin' (1970)

Durata totale: 14:46

## Musicisti
- Arthur Neville - organo
- Arthur Neville - voce solista (brano: Wichita Lineman)
- Leo Nocentelli - chitarra
- George Porter Jr. - basso
- Joseph Modeliste - batteria